# Die gruseligen Abenteuer von Billy und Mandy
Die gruseligen Abenteuer von Billy und Mandy (engl. The Grim Adventures of Billy & Mandy) ist eine Zeichentrickserie von 2001.

## Inhalt
Die zwei Kinder Billy und Mandy besiegen den Sensenmann in einem Limbo-Wettbewerb. Von nun an muss er ihnen aufgrund einer Vereinbarung als bester Freund zur Seite stehen. Dabei geraten sie häufig in ungewöhnliche Situationen.

## Hauptcharaktere
Sensenmann
Der Sensenmann, häufig auch Sense genannt, bedarf eigentlich keiner genaueren Beschreibung. Seit er der "beste Freund" von Billy und Mandy ist, muss er ihnen oft helfen und sie unter Umständen sogar bedienen. Oft fallen ihm die beiden extrem auf die Nerven, viel lieber würde er wieder seinem alten Job nachgehen.
Billy
Billy ist ein Junge mit einer übergroßen Nase. Er ist freundlich, aber nicht allzu gescheit (sein IQ beträgt 5). Er findet es großartig, dass Sense sein Freund ist, da er so neue Tricks lernen kann. Billy hat außerdem große Angst vor Clowns.
Mandy
Mandy ist im wahrsten Sinne des Wortes ein Sauertopf und Ekel. Sie ist stets nur auf ihren Vorteil bedacht und scheint so etwas wie Mitgefühl oder Freundschaft gar nicht zu kennen. Die meiste Zeit ist sie schlecht gelaunt und lacht eher selten. Selbst ihre Eltern fürchten sich vor ihr und lassen ihr so gut wie alles durchgehen. Die einzige Sache, vor der selbst Mandy sich fürchtet, ist ein ausrastender Billy.
Harold
Harold ist Billys Vater und derjenige, von dem er die Nase hat. Harold ist ziemlich übergewichtig und nur geringfügig schlauer als sein Sohn. Er ist im Grunde sehr tolerant seinem Sohn gegenüber; er verbietet ihm nur, seine Glückshosen anzuziehen. Harolds Beruf ist unbekannt.
Gladys
Gladys ist Billys Mutter und Harolds Ehefrau. Sie ist sehr fürsorglich und geduldig. Sense gegenüber ist sie jedoch sehr misstrauisch und schärft ihm häufig ein, ihrem Sohn nichts zuleide zu tun. Oft bezweifelt sie auch, dass Mandy ein guter Umgang für Billy ist.
Irwin
Irwin ist ein afro-amerikanischer Freund Billys und noch dazu in Mandy verliebt. Leider sind seine Bemühungen nicht gerade von Erfolg gekrönt.
Dracula
Der legendäre Vampirgraf trat schon in vielen Formen in Erscheinung; in dieser Serie tut er das zum ersten Mal als Afro-Amerikaner. Angeblich ist er Irwins Großvater. Er ist ein alter Freund des Sensenmannes und auch der Ansager der Mini-Serie Billy's birthday.
Sperg
Sperg ist der typische Schulhofrowdy, der die schwächeren schikaniert. Er hat ein herzförmiges Tattoo, wo "MOM" draufsteht. Das einzige, wovor er Angst hat, ist Mandy.

## Produktion und Veröffentlichung
Die Serie wurde von 2001 bis 2007 von Cartoon Network nach dem Entwurf von Maxwell Atoms produziert. Die Musik komponierte Guy Moon. Der Sender Cartoon Network strahlte sie Serie mit 78 Folgen in sieben Staffeln vom 24. August 2001 bis zum 9. November 2007 aus, darunter vier Special-Episoden. Dazu kommen drei Filme.
Cartoon Network sendet die Serie seit 2007 auch in Deutschland. Die gruseligen Abenteuer von Billy und Mandy wurde unter anderem ins Spanische, Italienische, Portugiesische und Japanische übersetzt.

## Synchronisation
| Rolle                            | Englischer Sprecher             | Deutscher Sprecher    |
| -------------------------------- | ------------------------------- | --------------------- |
| Sense (Grim)                     | Greg Eagles                     | Gudo Hoegel           |
| Billy                            | Richard Steven Horvitz          | Stefan Günther        |
| Mandy                            | Grey DeLisle                    | Sandra Schwittau      |
| Irwin                            | Vanessa Marshall                | Kathrin Gaube         |
| Nörgel (Nergal)                  | David Warner Martin Jarvis      | Gerd Meyer            |
| Nörgel Junior (Nergal Jr.)       | Debi Derryberry                 | Veronika Neugebauer   |
| Jeff, die Spinne                 | Maxwell Atoms                   | Benedikt Weber        |
| Harold (Billy's Vater)           | Richard Steven Horvitz          | Stefan Günther        |
| Gladys (Billy's Mutter)          | Jennifer Hale                   | Kathrin Simon         |
| Sperg                            | Greg Eagles                     | Gudo Hoegel           |
| Hoss Delgardo                    | Diedrich Bader                  | Christoph Jablonka    |
| General Narbe (Reginald Skarr)   | Lance Henriksen Armin Shimerman | Hans-Werner Bussinger |
| Ms. Butterbiene (Ms. Butterbean) | Renee Raudman                   | Kathrin Simon         |
| Sir Rabe (Sir Raven)             |                                 | Hans-Werner Bussinger |
| Claire (Mandy's Mutter)          | Vanessa Marshall                | Kathrin Gaube         |
| Captain Deadwood                 |                                 | Christoph Jablonka    |

## Anspielungen
In der gibt es sehr viele Anspielungen auf anderen Serien z. B. tauchen in einer Folge "Mystery Inc." aus Scooby-Doo auf oder in einer anderen die Hauptcharaktere aus Deckname: KND. In der Folge "Pandora's Box" ist Pandora eine eindeutige Anspielung auf Dora aus der gleichnamigen Serie.